# Distrito electoral 7 (condado de Pawnee, Nebraska)
El distrito electoral 7 (en inglés: Precinct 7) es un distrito electoral ubicado en el condado de Pawnee en el estado estadounidense de Nebraska. En el Censo de 2010 tenía una población de 168 habitantes.

## Demografía
Según el censo de 2010, había 168 personas residiendo en el distrito electoral 7. La densidad de población era de  hab./km². De los 168 habitantes, el distrito electoral 7 estaba compuesto por el 96.43% blancos, el 0.6% eran afroamericanos, el 0.6% eran asiáticos y el 2.38% pertenecían a dos o más razas. Del total de la población el 1.19% eran hispanos o latinos de cualquier raza.